# I’ve Just Begun (Having My Fun)
«I’ve Just Begun (Having My Fun)» (с англ. — «Я только начала [развлекаться]») — песня американской поп-певицы Бритни Спирс, впервые выпущенная в 2004 году в качестве промосингла для альбома Greatest Hits: My Prerogative.
Трек, первоначально записанный во время сессий альбома In the Zone, «I’ve Just Begun (Having My Fun)» был сочинён самой певицей и её сотрудниками. В качестве продюсеров проекта выступили Bloodshy & Avant. Песня была первоначально отдана как свободный трек, к которому могли бы получить доступ поклонники, если бы приобрели альбом певицы In the Zone в американской компании розничной сети Wal-Mart. Затем песня была включена в альбом 2004 года Greatest Hits: My Prerogative.
Известен неофициальный ремикс сингла, выпущенный RTL.

## Представление сингла в чартах
Сингл, выпущенный в download-формате в США летом 2004 года, занял 4-ю позицию в топ-чарте iTunes. Трек в формате AirPlay занял 18-е место в списке Top Song Downloads List.

## Позиции в чартах
| Год  | Запись                            | Чарт      | Позиция |
| ---- | --------------------------------- | --------- | ------- |
| 2004 | «I’ve Just Begun (Having My Fun)» | Индонезия | 4       |
| 2004 | «I’ve Just Begun (Having My Fun)» | США       | 4       |

## Информация
Трек был использован в фильме «Девичник в Вегасе».